# Thomas-Institut
Das Thomas-Institut ist in erster Linie ein Forschungsinstitut mit dem Hauptschwerpunkt in der philosophischen Mediävistik. Es ist mit dem Philosophischen Seminar der Universität zu Köln verbunden, der Lehrstuhlinhaber für Mittelalterliche Philosophie ist in Personalunion Direktor des Instituts. Seit einiger Zeit ist das Thomas-Institut auch eine Präsenzbibliothek und bietet Studenten und Interessierten die Möglichkeit, an ihren Studien zu arbeiten.

## Geschichte
Diese Konstruktion geht auf Joseph Karl Koch zurück, der 1948 nach Köln kam und 1950 die Errichtung des Instituts erreichte. Damit wurde die Grundlage für eine hochspezialisierte Fachbibliothek zur mittelalterlichen Geistesgeschichte geschaffen. Nachfolger in der Leitung des Instituts waren Paul Wilpert (1954–1967), Albert Zimmermann (–1993), Jan A. Aertsen (–2003) und Andreas Speer (seit 2004).

## Forschung
Dabei besteht die Hauptaufgabe in der quellenkritischen Erschließung der Schriften zur mittelalterlichen Philosophie. Hierzu werden kritische Editionen erstellt und historische, aber auch systematische Werke mittelalterlicher Autoren bearbeitet. Neben aristotelischen Schriften gehören dazu der Averroes latinus, Forschungen zu Albertus Magnus, Thomas von Aquin, Nikolaus von Kues, Meister Eckhart, Durandus von St. Pourçain und Theophilus Presbyter.
Zwar liegt der Schwerpunkt der Forschung des Instituts eindeutig auf der mittelalterlichen Philosophie, jedoch wird auch im Bereich der antiken und zum Teil auch der neuzeitlichen Philosophie geforscht. Hierzu erscheint ein Jahresbericht, in dem das Thomas-Institut über seine Mitglieder, die Publikationen und die Forschungsaktivitäten informiert. Der erste Jahresbericht erschien für den Zeitraum 1994–1995. Seitdem erscheint der Jahresbericht regelmäßig.

## Veranstaltungen
Das Institut veranstaltet eine Reihe von Vorlesungen, beteiligt sich aber auch an anderen Veranstaltungen, die um die Universität stattfinden. Die wohl größte und zugleich älteste Veranstaltung des Instituts ist die Mediävistentagung. Eine jüngere aber ebenso angesehene Veranstaltung ist Philosophie kontrovers, deren Thema von Semester zu Semester variiert. Neben diesen beiden Veranstaltungen ist das Thomas-Institut an der Albertus-Magnus-Professur, dem Meister Eckhart Preis, dem Köln-Bonner Kolloquium und der Schedula diversarum artium beteiligt.

## Mediävistentagung
Die Kölner Mediävistentagungen sind internationale Wissenschaftstagungen, die alle zwei Jahre unter einem anderen Thema stattfinden. Damit fördert das Institut seit seiner Gründung eine interdisziplinäre Zusammenarbeit mediävistischer Disziplinen. Nach der am 8. September 2008 abgehaltenen Tagung um das Thema Die Templer 1308 lud das Thomas-Institut zur 37. Kölner Mediävistentagung ein, um gemeinsam, unter anderem mit Georgi Kapriev, Dimitri Gutas oder Daniel Ziemann, das Thema „Knotenpunkt Byzanz“ zu diskutieren. Im September 2012 folgte die 38. Kölner Mediävistentagung zum Thema „Das Gesetz“.

## Philosophie kontrovers
Philosophie kontrovers ist der Titel des Vortragsforums des Philosophischen Seminars der Universität zu Köln. Hierbei wird versucht, Themen kontrovers zu diskutieren und zwar in disputativer Form, das heißt, neben dem Hauptredner gibt es stets einen Kommentator oder Opponenten.

## Albertus-Magnus-Professur
Die Albertus-Magnus-Professur ist nach dem mittelalterlichen Universalgelehrten Albertus Magnus benannt, der von 1248 bis 1254 in Köln am Generalstudium der Dominikaner lehrte. Die Universität zu Köln errichtete in enger Zusammenarbeit mit dem Thomas-Institut diese Professur, bei der eine Persönlichkeit von internationaler Geltung berufen wird, die für einige Tage in öffentlichen Vorlesungen und Seminaren Fragen von allgemeiner Bedeutung behandelt.